# Opisthoteuthis extensa
Opisthoteuthis extensa is een soort in de taxonomische indeling van de inktvissen, een klasse dieren die tot de stam der weekdieren (Mollusca) behoort. De inktvis komt uit het geslacht Opisthoteuthis en behoort tot de familie Opisthoteuthidae. Opisthoteuthis extensa werd in 1915 beschreven door Thiele.

## Kenmerken
Deze achtarmige koppotige heeft giftige tentakels, een plat lichaam en een kleine schelp.

## Leefwijze
Hij leeft op de bodem van de diepzee.